# 藤州
藤州（とうしゅう）は、中国にかつて存在した州。隋代から明初にかけて、現在の広西チワン族自治区梧州市一帯に設置された。

## 魏晋南北朝時代
南朝梁により立てられた石州を前身とする。

## 隋代
589年（開皇9年）、隋が南朝陳を滅ぼすと、石州は藤州と改称され、その属郡は廃止された。607年（大業3年）に州が廃止されて郡が置かれると、藤州は永平郡と改称され、下部に11県を管轄した。隋代の行政区分に関しては下表を参照。
| 隋代の行政区画変遷 | 隋代の行政区画変遷 | 隋代の行政区画変遷 | 隋代の行政区画変遷 | 隋代の行政区画変遷 | 隋代の行政区画変遷 | 隋代の行政区画変遷 | 隋代の行政区画変遷                                                           |
| 区分               | 開皇元年           | 開皇元年           | 開皇元年           | 開皇元年           | 開皇元年           | 区分               | 大業3年                                                                      |
| ------------------ | ------------------ | ------------------ | ------------------ | ------------------ | ------------------ | ------------------ | ---------------------------------------------------------------------------- |
| 州                 | 石州               | 石州               | 石州               | 石州               | 成州               | 郡                 | 永平郡                                                                       |
| 郡                 | 永平郡             | 建陵郡             | 陰石郡             | 永建郡             | 蒼梧郡             | 県                 | 永平県 武林県 安基県 普寧県 戎城県 寧人県 大賓県 隋建県 隋安県 淳人県 賀川県 |
| 県                 | 夫寧県 武林県      | 安基県             | 陰石県             | 不明               | 戎城県             | 県                 | 永平県 武林県 安基県 普寧県 戎城県 寧人県 大賓県 隋建県 隋安県 淳人県 賀川県 |

## 唐代
621年（武徳4年）、唐により永平郡は藤州と改められた。藤州は永平・武林・安基・普寧・戎城・寧人・大賓・隋建・隋安・淳人・賀川・猛陵の12県を管轄した。742年（天宝元年）、藤州は感義郡と改称された。758年（乾元元年）、感義郡は藤州の称にもどされた。藤州は嶺南道に属し、鐔津・感義・義昌の3県を管轄した。

## 宋代
宋のとき、藤州は広南西路に属し、鐔津・岑渓の2県を管轄した。

## 元代以降
元のとき、藤州は湖広等処行中書省に属し、鐔津・岑渓の2県を管轄した。
1377年（洪武10年）、明により藤州は廃止され、藤県に降格された。藤県と岑渓県は梧州府に編入された。